# Anton Barnstedt
Anton Georg Friedrich Barnstedt (* 10. April 1799 in Delmenhorst; † 25. Januar 1872 in Eutin) war ein deutscher Verwaltungsjurist und von 1857 bis 1871 Regierungspräsident des Fürstentums Lübeck, einer Exklave des Großherzogtums Oldenburg.

## Leben
Barnstedt wurde als Sohn des Kammerassessors und späteren Delmenhorster Bürgermeisters Johann Friedrich Barnstedt (1750–1839) und dessen zweiter Ehefrau Caroline Friederike Agnese geb. Hüpeden (1769–1837) geboren. Er besuchte das Lyceum in Bremen und studierte von 1817 bis 1820 Rechtswissenschaften an den Universitäten Göttingen und Heidelberg. Nach seinem Eintritt in den oldenburgischen Staatsdienst war er als Amtsauditor in Burhave und Cloppenburg und als Sekretär bei der Justizkanzlei in Oldenburg beschäftigt. 1827 wurde Barnstedt als Landgerichtsassessor nach Cloppenburg versetzt und 1833 zum Amtmann in Damme ernannt. Hier führte er wesentlich die Verhandlungen mit dem Königreich Hannover wegen der Grenzziehung am Dümmer. Für seine Verdienste um den Grenzvertrag verlieh ihm König Ernst August I. von Hannover 1843 den Guelphen-Orden 4. Klasse, dessen Annahme Großherzog August I. zunächst genehmigen musste. Von Damme kam er 1847 als Hofrat und Landvogt nach Vechta.
Am 13. August 1857 wurde Barnstedt als Nachfolger von Carl Zedelius zum Regierungspräsidenten des Fürstentums Lübeck ernannt. Das Fürstentum war 1803 mit der Säkularisation des Hochstiftes Lübeck entstanden und gehörte in Personalunion zum Herrschaftsbereich der Herzöge/Großherzöge von Oldenburg. Es lag als Exklave an der nördlichen Grenze zur Reichsstadt Lübeck und dehnte sich nördlich aus. In Barnstedts Dienstzeit fielen zeitlich die Bundesexekution gegen die Herzogtümer Holstein und Lauenburg sowie der Deutsch-Dänische Krieg. Das Fürstentum war durch die geographische Lage unmittelbar von diesen Ereignissen betroffen und verstand sich trotz der Mitgliedschaft Oldenburgs im Deutschen Bund als neutral. Barnstedt war als Regierungspräsident an den diplomatischen Verwicklungen, die mit den Ereignissen zusammenhingen, unmittelbar beteiligt, so beispielsweise am Protest gegen die Erstürmung des Schwartauer Schlagbaumes durch Preußische Truppen. Am 1. Mai 1871 trat er auf eigenen Wunsch in den Ruhestand und starb bereits ein Dreivierteljahr später. Barnstedts Nachfolger im Amt wurde Johann Ernst Greverus.

## Familie
Barnstedt heiratete am 18. September 1827 Friederike Marianne Elisabeth geb. von Benoit (1803–1868), der Tochter des Majors Georg Wilhelm von Benoit (1777–1824). Das Paar hatte fünf Kinder. August Barnstedt, oldenburgischer Oberjustizrat im Fürstentum Birkenfeld, war sein Bruder.

## Auszeichnungen
- Oldenburgischer Haus- und Verdienstorden des Herzogs Peter Friedrich Ludwig
  - 1858 Kleinkreuz
  - 1867 Komtur